# Jean Barthet
Pour les articles homonymes, voir Barthet.
Jean Barthet, né le 24 décembre 1920 à Nay et mort le 13 février 2000 au Kremlin-Bicêtre, est un modiste français. Il exerce aussi, plus secondairement, le métier de photographe et s'adonne à la peinture en amateur.
Surnommé « le prince des modistes », il est sollicité, dès ses débuts dans les années 1950, par les grands couturiers, par le cinéma français ou étranger et par des célébrités françaises et internationales en tous genres telles que Brigitte Bardot, Sophia Loren, Maria Callas, Elizabeth Taylor, Jacqueline Kennedy-Onassis, Catherine Deneuve, Grace Kelly, Leslie Caron, Rita Hayworth, Greta Garbo, ou encore Michael Jackson. Il est ainsi l'un des modistes les plus réputés de la seconde moitié du XXe siècle, époque où la profession disparaît en grande partie.

## Biographie

### Enfance et formation
Jean Barthet naît dans le village de Nay, dans les Basses-Pyrénées, en 1920, chez un couple qui tient une fabrique de boissons gazeuses et d'eau de Seltz,. Durant toute son enfance, il habite au milieu de la rue des Pyrénées.
Il passe toute sa scolarité au collège privé Saint-Joseph de Nay, jusqu'au baccalauréat. Dans ce collège catholique, les prêtres le découvrent parfois en train de dessiner des femmes nues portant comme seul vêtement un chapeau sur la tête. Sa première création artistique remonte d'ailleurs à cette période : pour un spectacle de bienfaisance au cinéma Ganel à Nay, il présente une scène (jouée sur une musique du Faust de Charles Gounod) dont il a créé les décors et la chorégraphie et dans laquelle il incarne Méphistophélès.
Jean Barthet se lance ensuite dans des études d'architecture à l'école supérieure des beaux-arts de Toulouse durant trois ans,,,. mais trouve sa voie grâce à Marie-Andrée Castanié, amie de la famille et surtout directrice de L'Officiel de la couture et de la mode de Paris, qui lui fait découvrir les métiers de chapelier et de modiste.
Il monte à Paris à l'âge de 21 ans et commence sa carrière en travaillant chez le modiste Gilbert Orcel. Quelques années plus tard, il aide André Courrèges, futur fondateur de la maison Courrèges et béarnais comme lui, à s'installer dans la capitale. Courrèges le surnomme amicalement « Jean de la lune » ou « Jeannot Lapin ».

### Un modiste réputé

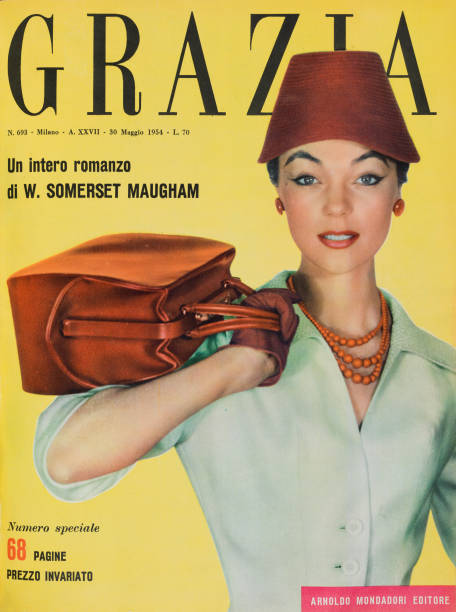
Grazia de mai 1954, vêtements d'Hubert de Givenchy et chapeau en forme de vase en piqué rouge par Jean Barthet.

La ville de Boston lui décerne dans les années 1950 la « coupe du plus talentueux jeune modiste », qu'il reçoit des mains de Christian Dior et Cristóbal Balenciaga.
Jean Barthet fonde sa propre maison en 1960, à Paris. Son atelier est d'abord au 35, avenue Matignon, près du Rond-point des Champs-Élysées et du « triangle d'or ». Il est ensuite au 107, Faubourg-Saint-Honoré puis rue François-Ier et enfin rue Tronchet. Il est demandé par les grands couturiers : Chanel, Carven, Courrèges, Paco Rabanne, Jean-Louis Scherrer, Emanuel Ungaro, et, pour le prêt-à-porter de luxe, Sonia Rykiel, Karl Lagerfeld, Kenzō Takada, Claude Montana, Gianni Versace, Chloé et Thierry Mugler,,. Il gagne le surnom de « prince des modistes »,.
Depuis la Seconde Guerre mondiale, de plus en plus de modistes ferment leurs boutiques, le métier plus industriel de chapelier étant plus rentable. La profession disparaît en grande partie. Ainsi, Jean Barthet parvient à se faire un nom et un carnet de commandes dans ce métier devenu rare. En 1964, son atelier accueille Claude Saint-Cyr, dont le propre atelier de modiste a fermé, pour qu'elle travaille à ses côtés : leur collaboration dure jusqu'à la retraite de Saint-Cyr en 1972,. Sur la métamorphose du métier, l'historienne de la mode Catherine Örmen explique qu'après la guerre où les femmes ont pris l'habitude de ne plus porter de chapeau, « la mode sophistiquée des années 1950 utilisa le chapeau comme le point d'orgue d'une toilette, mais déjà les modistes (Rose Valois (en), Gérard Albouy (en), Madame Agnès, Barthet...) virent leur clientèle diminuer : le mode de vie plus actif des femmes, la simplification de l'habillement et des usages le vouait à une lente mais sûre disparition. Réduit à la taille d'un calot, d'un bonnet ou d'une cagoule, le chapeau disparut au cours des années 1960, pour les femmes autant que pour les hommes. Il n'est plus porté que dans circonstances exceptionnelles, cérémonies officielles ou privées, dont les mariages ».

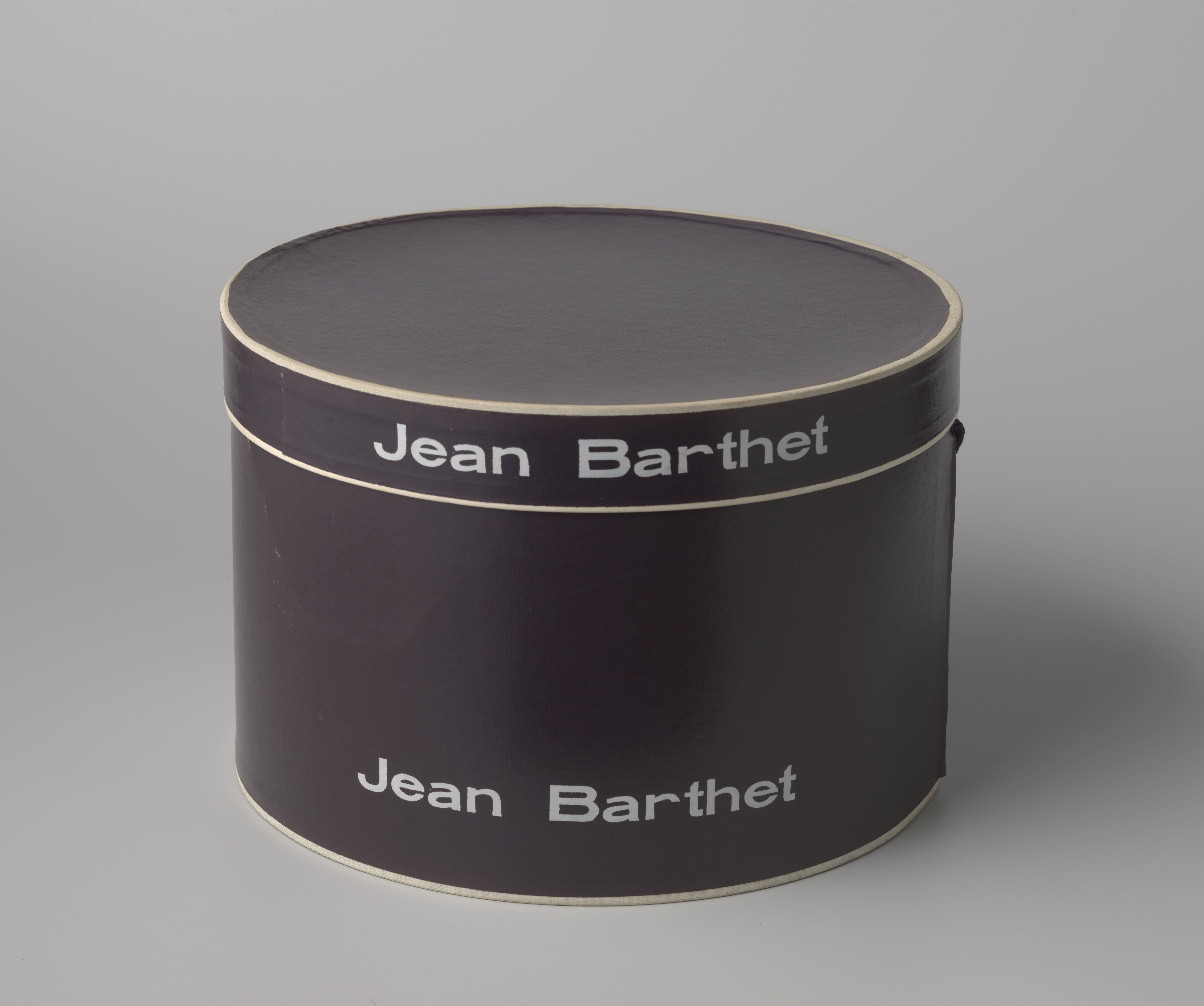
Boîte à chapeau griffée Jean Barthet, du début des années 1960, conservée dans les collections du Rijksmuseum Amsterdam.

C'est en réussissant à honorer en un temps record une commande de plus de cent chapeaux pour la danseuse Katherine Dunham — pour sa revue au Cambridge Theatre (en) en 1952 — que Barthet se fait connaître du monde du spectacle. Il attire les vedettes et les personnalités. Dans les années 1960, il a notamment pour clientes Sophia Loren, Grace de Monaco, Elizabeth Taylor et l'impératrice d'Iran Farah Pahlavi. L'impressionnant nombre de célébrités composant sa liste de clientes fait dire au Chicago Tribune en 1965 qu'il possède « plus de stars comme clientes qu'Hollywood en a sous contrat ».
L'un de ses modèles fameux est le pillbox hat (en) (ou « bibi ») arboré par Brigitte Bardot, Romy Schneider, Catherine Deneuve, Élizabeth Taylor ou Julia Roberts,. C'est Mlle Carven qui lui indiqua de remettre au goût du jour ce type de chapeaux, la mode des cheveux courts venant alors d'être lancée par Leslie Caron dans Un Américain à Paris (1951) et Audrey Hepburn dans Vacances romaines (1953), où elles portaient des bérets marins.
En 1971, à l'occasion de la célébration du 2500e anniversaire de la fondation de l'Empire perse en Iran, l'impératrice Farah Pahlavi fait appel à lui pour créer une quantité importante de chapeaux pour ses dames de compagnie et pour les invitées des célébrations — de nombreux artisans français de divers domaines sont engagés pour cet évènement d'ampleur internationale,,. Il sert également d'autres têtes couronnées comme la reine de Jordanie, la reine d'Espagne, et les princesses de Monaco Caroline et Stéphanie, étant sollicité pour les grands évènements mondains tels que les mariages royaux,. Il confectionne des fédoras noirs pour Michael Jackson pour sa tournée Bad World Tour en 1988,,.
En 1978, sollicité par un fabricant français de produits en papier (serviettes, couches pour bébés, papier-toilette, papiers de cuisson, etc.), Jean Barthet réalise une collection entière de chapeaux et de robes dans cette matière, exposée dans la galerie de la Tour de Nesle de Thibaut d'Orléans,,. L'exposition lui vaut d'être reconnu « artisan d'art » par la chambre des métiers et de l'artisanat.
En 1989, il est l'un des invités d'un numéro de Du côté de chez Fred dédié aux trente ans de la création de la poupée Barbie, pour laquelle il crée des modèles de chapeaux.
Dans un contexte de crise du luxe, la maison Jean-Barthet dépose son bilan en 1991, avec alors un chiffre d'affaires d'environ deux millions de francs ; au cours des derniers mois, les effectifs sont réduits de trente à sept personnes.
À partir de la 63e élection de Miss France en 1993 (où on le surnomme « le poète des chapeaux »), Jean Barthet confectionne les douze chapeaux portées par les douze demi-finalistes : il continue ainsi dans les éditions de 1994, 1995 et 1996, puis, pour les éditions de 1997 et 1998, il confectionne cinq chapeaux au lieu de douze, pour les cinq finalistes,. Il est également membre du jury des finales des éditions de 1992 et 1994. Peu avant sa mort, il crée encore des chapeaux pour l'élection de Miss France 2000.

### Créations pour le cinéma

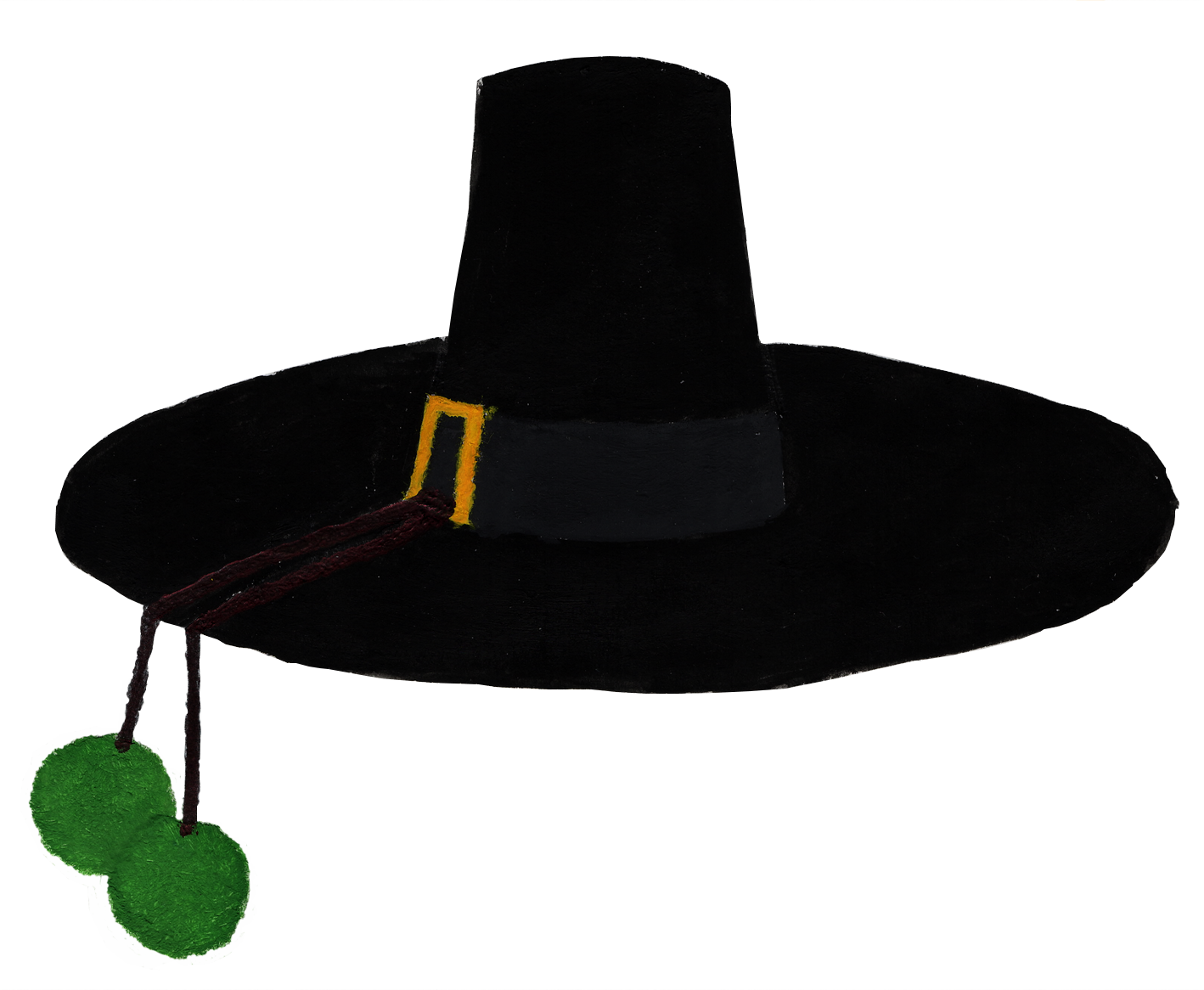
Le chapeau à pompons vert de Don Salluste (Louis de Funès) dans La Folie des grandeurs.

Jean Barthet a aussi confectionné des chapeaux pour le tournage de nombreux films. Certaines de ses créations pour le cinéma demeurent célèbres, comme les capelines de Catherine Deneuve et Françoise Dorléac dans Les Demoiselles de Rochefort,. Dans les génériques de ces films, Jean Barthet est soit crédité dans la partie consacrée aux costumiers, soit à la fin du générique, dans les remerciements.
Sa grand amitié avec Sophia Loren a fait qu'il la coiffa de ses chapeaux dans beaucoup de ses films : La Femme du prêtre, Hier, aujourd'hui et demain, La Pépée du gangster, Verdict, Samedi, dimanche et lundi, Prêt-à-porter et dans le docu-fiction consacrée à l'actrice, Sophia Loren: Her Own Story (en), au générique duquel il est crédité Jean Barthès.
Pour La Folie des grandeurs de Gérard Oury, il crée environ 400 chapeaux, notamment pour la reine d'Espagne Marie-Anne de Neubourg, jouée par Karin Schubert, et sa suite. Pour les films Le Vieux Fusil de Robert Enrico et La Banquière de Francis Girod, il crée et fabrique tous les chapeaux portés par Romy Schneider,..
Dans Prêt-à-porter, Jean Barthet joue son propre rôle. Il fait aussi une apparition dans Les Couloirs du temps : Les Visiteurs 2, pour lequel il a réalisé de nombreux chapeaux très originaux et extravagants, pour la scène du mariage,,.

### Photographie et peinture
Jean Barthet a eu l'occasion de photographier bon nombre de ses clientes, anonymes ou très célèbres, portant ses chapeaux. Il a par exemple réalisé un importante quantité de clichés de Brigitte Bardot, dont une série de photos prises en 1961, d'autres en 1963 dans sa boutique au 107, rue du Faubourg-Saint-Honoré mais aussi des photos plus intimes, chez elle, à La Madrague. Il laisse un volumineux travail photographique argentique constitué de portraits d'enfants, de personnalités, de paysages, et de quartiers de Paris ou d'autres villes,.
Jean Barthet s'adonne aussi à la peinture, en amateur,. En décembre 1999, il expose ses créations — techniques mixtes peinture et collage — dans une galerie parisienne, rue de Miromesnil,. Par amitié, Sophia Loren honore l'exposition de sa présence, bien que Barthet, affaibli, n'y assiste pas,. Barthet regrette de ne jamais avoir pu exposé ses photographies. Après sa mort, en raison de la célébrité de ses sujets photographiés, certains de ses clichés font partie d'expositions,. Ces photographies de vedettes sont régulièrement vendues aux enchères.

### Vie privée et mort

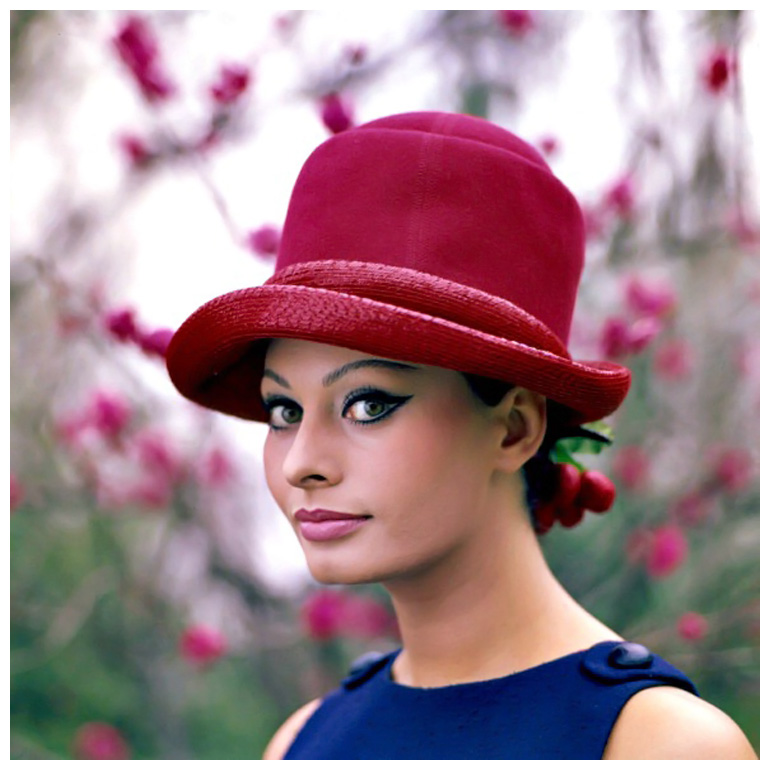
L'actrice Sophia Loren, grande amie du modiste, arborant l'un de ses chapeaux en 1964.

Il a été un ami proche de nombreuses célébrités — le plus souvent ses clientes — dont notamment Lauren Bacall, Brigitte Bardot et Alain Delon ou encore le mannequin Lucky. Il s'est surtout lié d'amitié avec Sophia Loren, dont il était le modiste préféré, auquel elle faisait appel pour ses films autant que pour sa garde-robe personnelle ; il est ainsi le parrain de ses deux enfants.
Jean Barthet a un fils, Alexandre, né dans les années 1970, devenu à son tour modiste et couturier— il travaille quinze ans aux côtés de son père,. Vu comme un provincial pittoresque à son arrivée à Paris, Jean Barthet reste toute sa vie attaché au Béarn, où il retourne souvent pour des réunions de famille,. Jean Barthet meurt le dimanche 13 février 2000 à Paris, des suites d'un cancer, à l'âge de 79 ans,. Deux mois plus tôt, son état de santé l'avait empêché d'assister à l'exposition de ses tableaux et collage. Le couturier Jean-Louis Scherrer déclare : « D'un morceau de pain, il aurait fait un chapeau ! Je n'ai jamais vu quelqu'un aimer aussi passionnément son métier. Il avait le talent dans les mains. Il fallait le voir tourner la forme sur ses genoux, on voyait apparaître un chef-d'œuvre. Il était sculpteur plutôt que modiste ». Jean Barthet est inhumé le 17 février dans le caveau familial à Nay, après une cérémonie en l'église Saint-Vincent.

## Postérité
Les chapeaux confectionnés par Jean Barthet durant sa carrière sont considérés comme des œuvres d'art : des musées comme le Victoria and Albert Museum de Londres ou encore le Metropolitan Museum of Art de New York comptent quelques-unes de ses créations dans leurs collections,. Certains de ses chapeaux ont été le sujet de photographies de William Klein (Smoke + Veil pour Vogue en 1958, par exemple) et Frank Horvat,.
Une importante vente aux enchères est organisée en septembre 2009 par Alexandre Barthet et Drouot,,,. Plus de deux cent créations sont mises en vente, parmi lesquelles le grand chapeau rouge de Sophia Loren dans Prêt-à-porter (1994), un pillbox hat de Grace Kelly, un feutre noir de Michael Jackson du Bad World Tour en 1988, ou encore des formes à chapeaux en bois sculpté. Pour l'exposition, des artistes contemporains comme Miss.Tic, Bernard Rancillac, Jef Aérosol, Ben et les photographes Frank Horvat et Peter Klasen créent des œuvres évoquant l'art de Jean Barthet,.
En 2011, lors d'une séance de photos pour Vanity Fair, Lady Gaga porte un chapeau réalisé par Jean Barthet, onze ans après la mort de ce dernier.
En 2014, pour le tournage du biopic Grace de Monaco d'Olivier Dahan, son fils Alexandre Barthet réalise des chapeaux inspirés par ceux crées par son père pour Grace Kelly,,.
En 2018, une rue de Nay (Pyrénées-Atlantiques), sa ville natale, est baptisée « allée Jean-Barthet ».

## Filmographie
Sauf indication contraire, les informations mentionnées dans cette section peuvent être confirmées par la base de données cinématographiques IMDb,  présente dans la section « Liens externes ».

### Cinéma
- 1953 : La Dame aux camélias de Raymond Bernard
- 1958 : Le Miroir à deux faces de André Cayatte
- 1962 : Vie privée de Louis Malle
- 1962 : Les Mystères de Paris d'André Hunebelle
- 1963 : Du mouron pour les petits oiseaux de Marcel Carné — chapeaux de Dany Saval
- 1963 : Hier, aujourd'hui et demain (Ieri, oggi, domani) de Vittorio De Sica[54]
- 1964 : Les Barbouzes de Georges Lautner — chapeaux de Mireille Darc
- 1967 : Les Demoiselles de Rochefort de Jacques Demy[10]
- 1969 : Une veuve en or de Michel Audiard
- 1971 : La Femme du prêtre (La moglie del prete) de Dino Risi
- 1971 : La Folie des grandeurs de Gérard Oury[10] — chapeaux du Siècle d'or espagnol
- 1971 : Les Pétroleuses de Christian-Jaque — chapeaux de Brigitte Bardot[39]
- 1971 : Les Assassins de l'ordre de Marcel Carné
- 1972 : Les Félines de Daniel Daert[55]
- 1973 : L'Impossible Objet (Story of a Love Story) de John Frankenheimer — chapeaux de Dominique Sanda et Evans Evans[56]
- 1973 : Les Aventures de Rabbi Jacob de Gérard Oury[57],[note 4] — chapeaux des convives du mariage
- 1973 : Jeu de dames (ou Sex Revolution ou L'Institutrice) de Christian Lara
- 1974 : Verdict de André Cayatte
- 1975 : La Pépée du gangster (La pupa del gangster) de Giorgio Capitani
- 1975 : Le Vieux Fusil de Robert Enrico — chapeaux de Romy Schneider[1],[10]
- 1976 : Une femme à sa fenêtre de Pierre Granier-Deferre — chapeaux de Romy Schneider
- 1978 : La Carapate de Gérard Oury
- 1980 : Signé Furax de Marc Simenon
- 1980 : La Banquière de Francis Girod — chapeaux de Romy Schneider[1],[10]
- 1981 : Chanel solitaire (Coco Chanel) de George Kaczender
- 1983 : Fort Saganne d'Alain Corneau[10]
- 1990 : Samedi, dimanche et lundi (Sabato, domenica e lunedì) de Lina Wertmüller
- 1990 : La Fête des pères de Joy Fleury
- 1994 : Prêt-à-porter de Robert Altman[4],[58]
- 1998 : Les Couloirs du temps : Les Visiteurs 2 de Jean-Marie Poiré — chapeaux de la scène du mariage[36],[37]
- 1999 : Est-Ouest de Régis Wargnier — chapeaux de Catherine Deneuve et Sandrine Bonnaire[22]

Caméos
- 1994 : Prêt-à-porter (Ready to Wear) de Robert Altman : lui-même
- 1998 : Les Couloirs du temps : Les Visiteurs 2 de Jean-Marie Poiré : le modiste du mariage de Philippine de Montmirail

### Télévision
- 1980 : Sophia Loren: Her Own Story (en) de Mel Stuart (crédité Jean Barthès)
- 1989 : Les Jupons de la Révolution, épisode 3 Théroigne de Méricourt, l'amazone rouge, réalisé par Miguel Courtois

## Spectacles
- 1952 : Katherine Dunham with her dancers, her singers, her musicians, spectacle joué au Cambridge Theatre (en) du 8 janvier au 29 mars[59],[60].
- 1975 : Fiesta, opérette de Francis Lopez jouée au théâtre Mogador[61],[62].